# مسافة قمرية (علم الفلك)

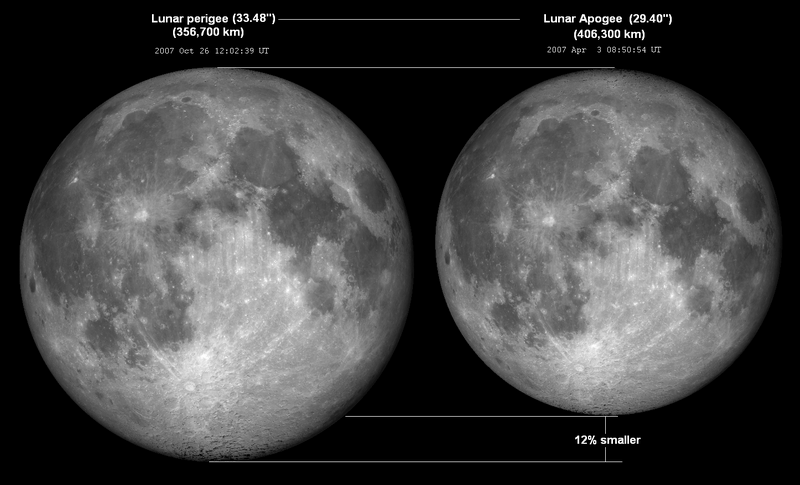
تقارن هذة الصورة بين حجم القمر الظاهري عندما يكون أقرب وأبعد من الأرض (قبا).

المسافة القمرية (LD أو {\textstyle \Delta _{\oplus L}}) وتسمى أيضاً مسافة الأرض والقمر، أو المسافة إلى القمر،(بالإنجليزية: Lunar distance )‏. هي وحدة قياس تستخدم في علم الفلك. المسافة القمرية يقصد بها متوسط المسافة من مركز الأرض إلى مركز القمر. وبشكل تقني، هي نصف المحور الرئيسي للمدار القمري الأرضي المركز. وقد تشير أيضا إلى المسافة الزمنية المتوسطة بين مركزي الأرض والقمر، أو أقل شيوعا، المسافة الآنية بين الأرض والقمر. المسافة القمرية تبلغ حوالي 384,402 كم (ربع مليون ميل)، وهذا هو متوسط المسافة بين القمر والأرض.
يبلغ متوسط نصف المحور الرئيسي 384,402 كم (238,856 ميل)، وتبلغ المسافة المتوسطة بين مراكز الأرض والقمر 385,000,6 كم (239,228.3 ميل). المسافة الفعلية تتغير خلال مسار مدار القمر، من 356,500 كم (221,500 ميل) في الحضيض إلى 406,700 كم (252,700 ميل) في الأوج، مما يؤدي إلى فارق نطاق قدرة 50,200 كم (لأن مدار القمر حول الأرض ليس دائرة تماما، وأنما المدار بيضويا بعض الشيء؛ لذلك يوصف علميًا بأنه في شكل قطع ناقص.)
.

## الاستخدام والأهمية
تستخدم المسافة القمرية عادةً للتعبير عن مسافة لقاءات الأجسام القريبة من الأرض. المسافة القمرية هي أيضًا معطيات فلكية مهمة؛ ودقة هذا القياس إلى جزء قليل في تريليون له آثار مفيدة لاختبار نظريات الجاذبية مثل النسبية العامة، ولصقل القيم الفلكية الأخرى مثل كتلة الأرض. ونصف قطر الأرض، ودورانها. القياس مفيد أيضا في توصيف نصف القطر القمري، كتلة الشمس والمسافة إلى الشمس.

المسافة بين الأرض والقمر -الحجم والمسافة بمقياس أصلي

وتجرى قياسات ملليمترية دقيقة للمسافة القمرية عن طريق قياس الوقت الذي يستغرقه الضوء للتنقل بين محطات ليدار على الأرض والعواكس الموضوعة على سطح القمر. والقمر يبتعد عن الأرض بمعدل متوسط يبلغ 3.8 سم (1.5 بوصة) في السنة، على النحو الذي كشفت عنه تجربة المجال الليزري القمري .

## الاختلاف

ميسان القمر

المسافة القمرية الحظية تتغير باستمرار. وفي الواقع المسافة الحقيقية بين القمر والأرض يمكن أن تتغير بمقدار 75 م/ث  أو أكثر من 000, 1 كيلومتر في غضون 6 ساعات فقط، بسبب حركة القمر حول الأرض في مدارة المرجح والغير دائري. وهناك تأثيرات أخرى تؤثر أيضا على المسافة القمرية.

### الاضطرابات والانحراف
يمكن قياس المسافة إلى القمر بدقة 2 مم على مدى معاينة لمدة ساعة واحدة  مما يؤدي إلى شك كلي قدرة 2-3 سم لمتوسط المسافة. ومع ذلك، ونظرا لمدار القمر البيضاوي الشكل مع تغير الانحراف، تختلف المسافة الحظية خلال دورة القمر الشهرية. وعلاوة على ذلك، فإن المسافة تضطرب بسبب آثار جاذبية مختلف الأجسام الفلكية - والأهم من ذلك الشمس وأقل من ذلك تأثير جاذبية المشتري. وهناك قوى أخرى مسؤولة عن الاضطرابات الضئيلة وهي الكواكب الأخرى في النظام الشمسي، والكويكبات، وقوى المد والجزر الفلكية، والآثار النسبية. ويساهم تأثير الضغط الإشعاعي من الشمس بمقدار ±3.6 مـم على المسافة القمرية.

### القيم
| الوحدة      | القيمة المتوسطة  | الشك                | مصدر          |
| ----------- | ---------------- | ------------------- | ------------- |
| متر         | 3.84402×108      | 1.1 مـم             | [ 2 ]         |
| كيلومتر     | 384402           | 1.1 مـم             | [ 2 ]         |
| ميل         | 238,856          | 0.043 بوصة          | [ 2 ]         |
| قطر أرضي    | 60.32            |                     | [ 15 ]        |
| و.ف         | 1388.6 = 0.00257 |                     | [ 16 ] [ 17 ] |
| ثانية ضوئية | 1.282 s          | 37.5 [[بيكو ثانية]] | [ 2 ]         |

ويمكن أن تتغير المسافة القمرية المقاسة بأكثر من 21000 كم من القيمة المتوسطة طوال شهر نموذجي. هذه الاضطرابات مفهومة جيدا ويمكن تحديد المسافة القمرية بدقة على مدى آلاف السنين.

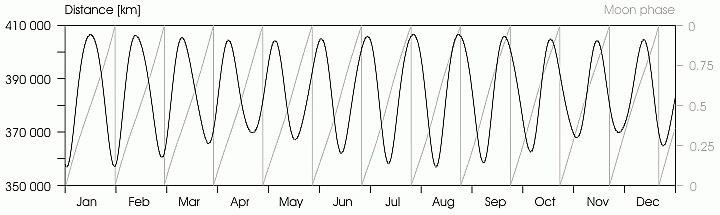
أدوار القمر وبعدة عن الأرض في عام 2014.

## التاريخ المداري
يزداد متوسط المسافة القمرية مع مرور الزمن، مما يعني أن القمر كان أقرب في الماضي. وهناك أدلة جيولوجية أن متوسط المسافة القمرية كان حوالي 52 قطر أرضي خلال عصر ما قبل الكمبري. 2500 مليون سنة BP.
فرضية التصادم العملاق التي تشرح أصل القمر، هي نظرية مقبولة على نطاق واسع، تنص على أن القمر قد نشأ نتيجة تصادم كارثي بين كوكب آخر بحجم المريخ والأرض، مما أدى إلى إعادة تراكم الشظايا عند مسافة أولية قدرها 3.8 قطر أرضي. وفي هذه النظرية تفترض أن التصادم الأولي حدث قبل 4.5 بليون سنة
حتى أواخر الستينات كانت جميع قياسات المسافة القمرية تستند على قياسات الزاوية البصرية.شكل عصر الفضاء نقطة تحول أدت إلى تقدم كبير في ضبط ودقة معرفتنا بهذه القيمة. وخلال الخمسينات والستينات، أجريت تجارب تستخدم الرادار والليزر والمركبة الفضائية ونمذجة الحاسوب.